# Marpesia chironides
Marpesia chironides är en fjärilsart som beskrevs av Otto Staudinger 1886. Marpesia chironides ingår i släktet Marpesia och familjen praktfjärilar. Inga underarter finns listade i Catalogue of Life.